# Ernesto Formenti
Ernesto Formenti (2. august 1927 i Milano – 5. oktober 1989) var en italiensk bokser som deltog i de olympiske lege 1948 i London.
Formenti blev olympisk mester i boksning under OL 1948 i London. Han vandt en guldmedalje i vægtklassen, fjervægt. I finalen besejrede han Dennis Shepherd fra Sydafrika.